# Mistrzostwa Świata w Gimnastyce Sportowej 1978
19. Mistrzostwa świata w gimnastyce sportowej, które odbyły się we francuskim mieście Strasburg w 1978 roku.

## Tabela medalowa
| Poz. | Państwo           | Złota | Srebra | Brązy | Łącznie |
| ---- | ----------------- | ----- | ------ | ----- | ------- |
| 1    | ZSRR              | 7     | 7      | 4     | 18      |
| 2    | Japonia           | 4     | 3      | 0     | 7       |
| 3    | Stany Zjednoczone | 2     | 0      | 1     | 3       |
| 4    | Rumunia           | 1     | 2      | 4     | 7       |
| 5    | Węgry             | 1     | 0      | 0     | 1       |
| 6    | RFN               | 0     | 2      | 0     | 2       |
| 7    | NRD               | 0     | 0      | 4     | 4       |
| 8    | Bułgaria          | 0     | 0      | 2     | 2       |

## Mężczyźni

### Wielobój indywidualnie
| Medal | Zawodnik           | Punkty  |
| ----- | ------------------ | ------- |
| 1     | Nikołaj Andrianow  | 117.200 |
| 2     | Eizō Kenmotsu      | 116.550 |
| 3     | Aleksandr Ditiatin | 116.375 |

### Ćwiczenia wolne
| Medal | Zawodnik           | Punkty |
| ----- | ------------------ | ------ |
| 1     | Kurt Thomas        | 19.650 |
| 2     | Shigeru Kasamatsu  | 19.575 |
| 3     | Aleksandr Ditiatin | 19.400 |

### Ćwiczenia na koniu z łękami
| Medal | Zawodnik         | Punkty |
| ----- | ---------------- | ------ |
| 1     | Zoltán Magyar    | 19.800 |
| 2     | Eberhard Gienger | 19.425 |
| 3     | Stojan Deltchev  | 19.400 |

### Ćwiczenia na kółkach
| Medal | Zawodnik           | Punkty |
| ----- | ------------------ | ------ |
| 1     | Nikołaj Andrianow  | 19.700 |
| 2     | Aleksandr Ditiatin | 19.675 |
| 3     | Danut Grecu        | 19.650 |

### Skok
| Medal | Zawodnik          | Punkty |
| ----- | ----------------- | ------ |
| 1     | Junichi Shimizu   | 19.600 |
| 2     | Nikołaj Andrianow | 19.575 |
| 3     | Ralph Baerthel    | 19.550 |

### Ćwiczenia na poręczach
| Medal | Zawodnik          | Punkty |
| ----- | ----------------- | ------ |
| 1     | Eizō Kenmotsu     | 19.600 |
| 2     | Hiroshi Kajiyama  | 19.575 |
| 2     | Nikołaj Andrianow | 19.575 |

### Ćwiczenia na drążku
| Medal | Zawodnik          | Punkty |
| ----- | ----------------- | ------ |
| 1     | Shigeru Kasamatsu | 19.675 |
| 2     | Eberhard Gienger  | 19.650 |
| 3     | Stojan Deltchev   | 19.600 |
| 3     | Gennady Krysin    | 19.600 |

### Zawody drużynowe
| Medal | Państwo | Punkty  |
| ----- | ------- | ------- |
| 1     | Japonia | 579.850 |
| 2     | ZSRR    | 578.950 |
| 3     | NRD     | 571.750 |

## Kobiety

### Wielobój indywidualnie
| Medal | Zawodniczka           | Punkty |
| ----- | --------------------- | ------ |
| 1     | Jelena Muchina        | 78.725 |
| 2     | Nelli Kim             | 78.575 |
| 3     | Natalia Szaposznikowa | 77.875 |

### Skok
| Medal | Zawodniczka    | Punkty |
| ----- | -------------- | ------ |
| 1     | Nelli Kim      | 19.625 |
| 2     | Nadia Comăneci | 19.600 |
| 3     | Steffi Kraker  | 19.550 |

### Ćwiczenia na poręczach
| Medal | Zawodniczka      | Punkty |
| ----- | ---------------- | ------ |
| 1     | Marcia Frederick | 19.800 |
| 2     | Jelena Muchina   | 19.725 |
| 3     | Emilia Eberle    | 19.625 |

### Ćwiczenia na równoważni
| Medal | Zawodniczka    | Punkty |
| ----- | -------------- | ------ |
| 1     | Nadia Comăneci | 19.625 |
| 2     | Jelena Muchina | 19.600 |
| 3     | Emilia Eberle  | 19.575 |

### Ćwiczenia wolne
| Medal | Zawodniczka    | Punkty |
| ----- | -------------- | ------ |
| 1     | Nelli Kim      | 19.775 |
| 1     | Jelena Muchina | 19.775 |
| 3     | Emilia Eberle  | 19.525 |
| 3     | Kathy Johnson  | 19.525 |

### Zawody drużynowe
| Medal | Państwo | Zawodniczka           | Punkty  |
| ----- | ------- | --------------------- | ------- |
| 1     | ZSRR    | Maria Filatova        | 388.750 |
| 1     | ZSRR    | Natalia Szaposznikowa | 388.750 |
| 1     | ZSRR    | Jelena Muchina        | 388.750 |
| 1     | ZSRR    | Nelli Kim             | 388.750 |
| 1     | ZSRR    | Swietłana Agapowa     | 388.750 |
| 1     | ZSRR    | Tatiana Arżannikowa   | 388.750 |
| 2     | Rumunia | Nadia Comăneci        | 384.250 |
| 2     | Rumunia | Emilia Eberle         | 384.250 |
| 2     | Rumunia | Marilena Neacsu       | 384.250 |
| 2     | Rumunia | Teodora Ungureanu     | 384.250 |
| 2     | Rumunia | Anca Grigoras         | 384.250 |
| 2     | Rumunia | Marilena Vlădărău     | 384.250 |
| 3     | NRD     | Steffi Kraker         | 382.250 |
| 3     | NRD     | Silvia Hindorff       | 382.250 |
| 3     | NRD     | Birgit Süß            | 382.250 |
| 3     | NRD     | Heike Kunhardt        | 382.250 |
| 3     | NRD     | Karola Sube           | 382.250 |
| 3     | NRD     | Ute Wittwer           | 382.250 |